# Campeonato dos Quatro Continentes de Patinação Artística no Gelo de 2018
O Campeonato dos Quatro Continentes de Patinação Artística no Gelo de 2018 foi a vigésima edição da competição, um evento anual de patinação artística no gelo organizado pela União Internacional de Patinação (em inglês:  International Skating Union) onde os patinadores artísticos competem pelo título de campeão dos quatro continentes. Os quatro continentes do nome da competição se referem às Américas, África, Ásia e Oceania. A competição foi disputada entre os dias 22 de fevereiro e 28 de fevereiro, na cidade de Taipei, Taiwan.

## Eventos
- Individual masculino
- Individual feminino
- Duplas
- Dança no gelo

## Medalhistas
| Evento                        | Ouro                                              | Prata                                        | Bronze                                     |
| Individual masculino detalhes | Jin Boyang · China                                | Shoma Uno · Japão                            | Jason Brown · Estados Unidos               |
| Individual feminino detalhes  | Kaori Sakamoto · Japão                            | Mai Mihara · Japão                           | Satoko Miyahara · Japão                    |
| Duplas detalhes               | Tarah Kayne · Danny O'Shea · Estados Unidos       | Ashley Cain · Timothy LeDuc · Estados Unidos | Ryom Tae-ok · Kim Ju-sik · Coreia do Norte |
| Dança no gelo detalhes        | Kaitlin Hawayek · Jean-Luc Baker · Estados Unidos | Carolane Soucisse · Shane Firus · Canadá     | Kana Muramoto · Chris Reed · Japão         |

## Resultados

### Individual masculino
| Pos.                                                  | Nome                  | Nacionalidade  | Pontos | PC         | PL          |
| ----------------------------------------------------- | --------------------- | -------------- | ------ | ---------- | ----------- |
| Medalha de ouro                                       | Jin Boyang            | China          | 300.95 | 100.17 (2) | 200.78 (1)  |
| Medalha de prata                                      | Shoma Uno             | Japão          | 297.97 | 100.49 (1) | 197.45 (2)  |
| Medalha de bronze                                     | Jason Brown           | Estados Unidos | 269.22 | 89.78 (4)  | 179.44 (3)  |
| 4                                                     | Keiji Tanaka          | Japão          | 260.31 | 90.68 (3)  | 169.63 (5)  |
| 5                                                     | Max Aaron             | Estados Unidos | 255.45 | 84.15 (6)  | 171.30 (4)  |
| 6                                                     | Misha Ge              | Uzbequistão    | 248.96 | 82.27 (8)  | 166.69 (7)  |
| 7                                                     | Kevin Reynolds        | Canadá         | 241.50 | 74.65 (13) | 166.85 (6)  |
| 8                                                     | Elladj Balde          | Canadá         | 238.20 | 75.17 (12) | 163.03 (8)  |
| 9                                                     | Nam Nguyen            | Canadá         | 237.52 | 84.09 (7)  | 153.43 (10) |
| 10                                                    | Yan Han               | China          | 227.93 | 84.74 (5)  | 143.19 (12) |
| 11                                                    | Grant Hochstein       | Estados Unidos | 226.39 | 70.80 (15) | 155.59 (9)  |
| 12                                                    | Takahito Mura         | Japão          | 225.41 | 76.66 (10) | 148.75 (11) |
| 13                                                    | Brendan Kerry         | Austrália      | 219.95 | 79.57 (9)  | 140.38 (14) |
| 14                                                    | Lee June-hyoung       | Coreia do Sul  | 211.86 | 69.93 (16) | 141.93 (13) |
| 15                                                    | Denis Ten             | Cazaquistão    | 210.82 | 75.30 (11) | 135.52 (15) |
| 16                                                    | Julian Zhi Jie Yee    | Malásia        | 197.68 | 68.45 (17) | 129.23 (16) |
| 17                                                    | Chih-I Tsao           | Taipé Chinesa  | 195.21 | 72.57 (14) | 122.64 (19) |
| 18                                                    | Donovan Carrillo      | México         | 185.91 | 59.07 (22) | 126.84 (17) |
| 19                                                    | Zhang He              | China          | 184.82 | 63.62 (19) | 121.20 (20) |
| 20                                                    | An Geon-hyeong        | Coreia do Sul  | 180.26 | 56.67 (23) | 123.59 (18) |
| 21                                                    | Andrew Dodds          | Austrália      | 177.81 | 63.69 (18) | 114.12 (23) |
| 22                                                    | Lee Si-hyeong         | Coreia do Sul  | 177.07 | 62.65 (20) | 114.42 (22) |
| 23                                                    | Abzal Rakimgaliev     | Cazaquistão    | 175.58 | 60.77 (21) | 114.81 (21) |
| 24                                                    | Leslie Man Cheuk Ip   | Hong Kong      | 150.23 | 53.80 (24) | 96.43 (24)  |
| Não avançaram para a patinação livre / programa longo |                       |                |        |            |             |
| 25                                                    | Micah Kai Lynette     | Tailândia      | 53.29  | 53.29 (25) |             |
| 26                                                    | Harrison Jon-Yen Wong | Hong Kong      | 52.78  | 52.78 (26) |             |
| 27                                                    | Kai Xiang Chew        | Malásia        | 50.92  | 50.92 (27) |             |
| 28                                                    | Mark Webster          | Austrália      | 49.45  | 49.45 (28) |             |
| 29                                                    | Harry Hau Yin Lee     | Hong Kong      | 43.98  | 43.98 (29) |             |
| 30                                                    | Micah Tang            | Taipé Chinesa  | 43.05  | 43.05 (30) |             |

### Individual feminino
| Pos.              | Nome                  | Nacionalidade  | Pontos | PC         | PL          |
| ----------------- | --------------------- | -------------- | ------ | ---------- | ----------- |
| Medalha de ouro   | Kaori Sakamoto        | Japão          | 214.21 | 71.34 (2)  | 142.87 (1)  |
| Medalha de prata  | Mai Mihara            | Japão          | 210.57 | 69.84 (3)  | 140.73 (2)  |
| Medalha de bronze | Satoko Miyahara       | Japão          | 207.02 | 71.74 (1)  | 135.28 (3)  |
| 4                 | Choi Da-bin           | Coreia do Sul  | 190.23 | 62.30 (5)  | 127.93 (4)  |
| 5                 | Mariah Bell           | Estados Unidos | 185.84 | 62.90 (4)  | 122.94 (5)  |
| 6                 | Kim Ha-nul            | Coreia do Sul  | 173.10 | 61.15 (6)  | 111.95 (8)  |
| 7                 | Starr Andrews         | Estados Unidos | 172.65 | 60.61 (7)  | 112.04 (7)  |
| 8                 | Alaine Chartrand      | Canadá         | 172.41 | 59.86 (8)  | 112.55 (6)  |
| 9                 | Angela Wang           | Estados Unidos | 161.04 | 58.97 (9)  | 102.07 (11) |
| 10                | Li Xiangning          | China          | 160.40 | 57.01 (10) | 103.39 (10) |
| 11                | Park So-youn          | Coreia do Sul  | 159.48 | 53.05 (12) | 106.43 (9)  |
| 12                | Elizabet Tursynbayeva | Cazaquistão    | 156.19 | 56.52 (11) | 99.67 (13)  |
| 13                | Alicia Pineault       | Canadá         | 152.81 | 51.53 (14) | 101.28 (12) |
| 14                | Brooklee Han          | Austrália      | 150.65 | 52.29 (13) | 98.36 (14)  |
| 15                | Michelle Long         | Canadá         | 147.50 | 49.77 (17) | 97.73 (15)  |
| 16                | Kailani Craine        | Austrália      | 141.04 | 50.79 (16) | 90.25 (16)  |
| 17                | Zhao Ziquan           | China          | 139.01 | 48.78 (18) | 90.23 (17)  |
| 18                | Amy Lin               | Taipé Chinesa  | 137.40 | 51.14 (15) | 86.26 (18)  |
| 19                | Chloe Ing             | Singapura      | 129.70 | 45.30 (19) | 84.40 (20)  |
| 20                | Aiza Mambekova        | Cazaquistão    | 121.00 | 36.87 (20) | 84.53 (19)  |
| 21                | Joanna So             | Hong Kong      | 107.69 | 35.51 (21) | 72.18 (21)  |
| 22                | Natalie Sangkagalo    | Tailândia      | 93.61  | 33.50 (22) | 60.11 (22)  |
| 23                | Thita Lamsam          | Tailândia      | 79.33  | 28.26 (23) | 51.07 (23)  |

### Duplas
| Pos.              | Nome                                       | Nacionalidade   | Pontos | PC         | PL         |
| ----------------- | ------------------------------------------ | --------------- | ------ | ---------- | ---------- |
| Medalha de ouro   | Tarah Kayne / Danny O'Shea                 | Estados Unidos  | 194.42 | 65.74 (3)  | 128.68 (1) |
| Medalha de prata  | Ashley Cain / Timothy Leduc                | Estados Unidos  | 190.61 | 66.76 (1)  | 123.85 (2) |
| Medalha de bronze | Ryom Tae-ok / Kim Ju-sik                   | Coreia do Norte | 184.98 | 65.25 (4)  | 119.73 (3) |
| 4                 | Lubov Ilyushechkina / Dylan Moscovitch     | Canadá          | 179.00 | 64.50 (5)  | 114.50 (5) |
| 5                 | Deanna Stellato / Nathan Bartholomay       | Estados Unidos  | 178.38 | 60.93 (6)  | 117.45 (4) |
| 6                 | Ekaterina Alexandrovskaya / Harley Windsor | Austrália       | 178.10 | 66.45 (2)  | 111.65 (6) |
| 7                 | Camille Ruest / Andrew Wolfe               | Canadá          | 159.73 | 54.70 (9)  | 105.03 (7) |
| 8                 | Miu Suzaki / Ryuichi Kihara                | Japão           | 157.27 | 56.95 (7)  | 100.32 (8) |
| 9                 | Sydney Kolodziej / Maxime Deschamps        | Canadá          | 153.57 | 56.18 (8)  | 97.39 (9)  |
| 10                | Riku Miura / Shoya Ichihashi               | Japão           | 126.19 | 44.25 (10) | 81.94 (10) |
| WD                | Kim Kyu-eun / Alex Kang-chan Kam           | Coreia do Sul   | —      | — (WD)     |            |

### Dança no gelo
| Pos.              | Nome                                | Nacionalidade  | Pontos | DC         | DL         |
| ----------------- | ----------------------------------- | -------------- | ------ | ---------- | ---------- |
| Medalha de ouro   | Kaitlin Hawayek / Jean-Luc Baker    | Estados Unidos | 174.29 | 69.08 (1)  | 105.21 (1) |
| Medalha de prata  | Carolane Soucisse / Shane Firus     | Canadá         | 164.96 | 65.11 (3)  | 99.85 (2)  |
| Medalha de bronze | Kana Muramoto / Chris Reed          | Japão          | 163.86 | 65.27 (2)  | 98.59 (3)  |
| 4                 | Lorraine Mcnamara / Quinn Carpenter | Estados Unidos | 160.12 | 62.83 (4)  | 97.29 (4)  |
| 5                 | Wang Shiyue / Liu Xinyu             | China          | 158.21 | 62.36 (5)  | 95.85 (5)  |
| 6                 | Rachel Parsons / Michael Parsons    | Estados Unidos | 155.30 | 60.18 (6)  | 95.12 (6)  |
| 7                 | Yura Min / Alexander Gamelin        | Coreia do Sul  | 151.38 | 60.11 (7)  | 91.27 (7)  |
| 8                 | Sarah Arnold / Thomas Williams      | Canadá         | 140.10 | 52.50 (9)  | 87.60 (8)  |
| 9                 | Haley Sales / Nikolas Wamsteeker    | Canadá         | 139.48 | 57.21 (8)  | 82.27 (10) |
| 10                | Misato Komatsubara / Timothy Koleto | Japão          | 138.18 | 52.45 (10) | 85.73 (9)  |
| 11                | Rikako Fukase / Aru Tateno          | Japão          | 124.02 | 47.15 (12) | 76.87 (11) |
| 12                | Song Linshu / Sun Zhuoming          | China          | 122.53 | 50.34 (11) | 72.19 (12) |
| 13                | Chantelle Kerry / Andrew Dodds      | Austrália      | 115.62 | 45.42 (13) | 70.20 (13) |
| 14                | Matilda Friend / William Badaoui    | Austrália      | 92.05  | 33.09 (14) | 58.96 (14) |

## Quadro de medalhas
| Ordem | País            | Medalha de ouro | Medalha de prata | Medalha de bronze |    | Ordem por total |
| ----- | --------------- | --------------- | ---------------- | ----------------- | -- | --------------- |
| 1     | Estados Unidos  | 2               | 1                | 1                 | 4  | 2               |
| 2     | Japão           | 1               | 2                | 2                 | 5  | 1               |
| 3     | China           | 1               |                  |                   | 1  | 3               |
| 4     | Canadá          |                 | 1                |                   | 1  | 3               |
| 5     | Coreia do Norte |                 |                  | 1                 | 1  | 3               |
| TOTAL | TOTAL           | 4               | 4                | 4                 | 12 | —               |